# Ehrenamtsstiftung Mecklenburg-Vorpommern
Die Stiftung für Ehrenamt und bürgerschaftliches Engagement in Mecklenburg-Vorpommern (kurz: Ehrenamtsstiftung MV) besteht als Stiftung des bürgerlichen Rechts seit dem 1. Juni 2015. Stiftungszweck ist es, das ehrenamtliche und bürgerschaftliche Engagement in Mecklenburg-Vorpommern mit juristischer Beratung, Weiterbildungsangeboten, Anerkennung, Vernetzungs- und Austauschveranstaltungen sowie finanzieller Förderung zu stärken.
Die Stiftung wurde auf Initiative der Landesregierung gegründet mit Sitz in Güstrow. Sie verfügt als Zuwendungsstiftung über ein Grundstockvermögen von 200.000 Euro. Für die operative Tätigkeit werden aus dem Landeshaushalt jährlich 1,4 Millionen Euro bereitgestellt. Im Jahr 2019 hat die Ehrenamtsstiftung MV 621 gemeinnützige Vorhaben von Vereinen und Initiativen mit insgesamt 599.185,47 Euro unterstützt. Vorsitzende der Stiftung ist Hannelore Kohl, Geschäftsführerin  ist Adriana Lettrari.